# Leapmotor T03
La Leapmotor T03 (cinese: 零跑T03) è un'autovettura elettrica prodotta dalla casa automobilistica cinese Leapmotor dal 2020.

## Descrizione

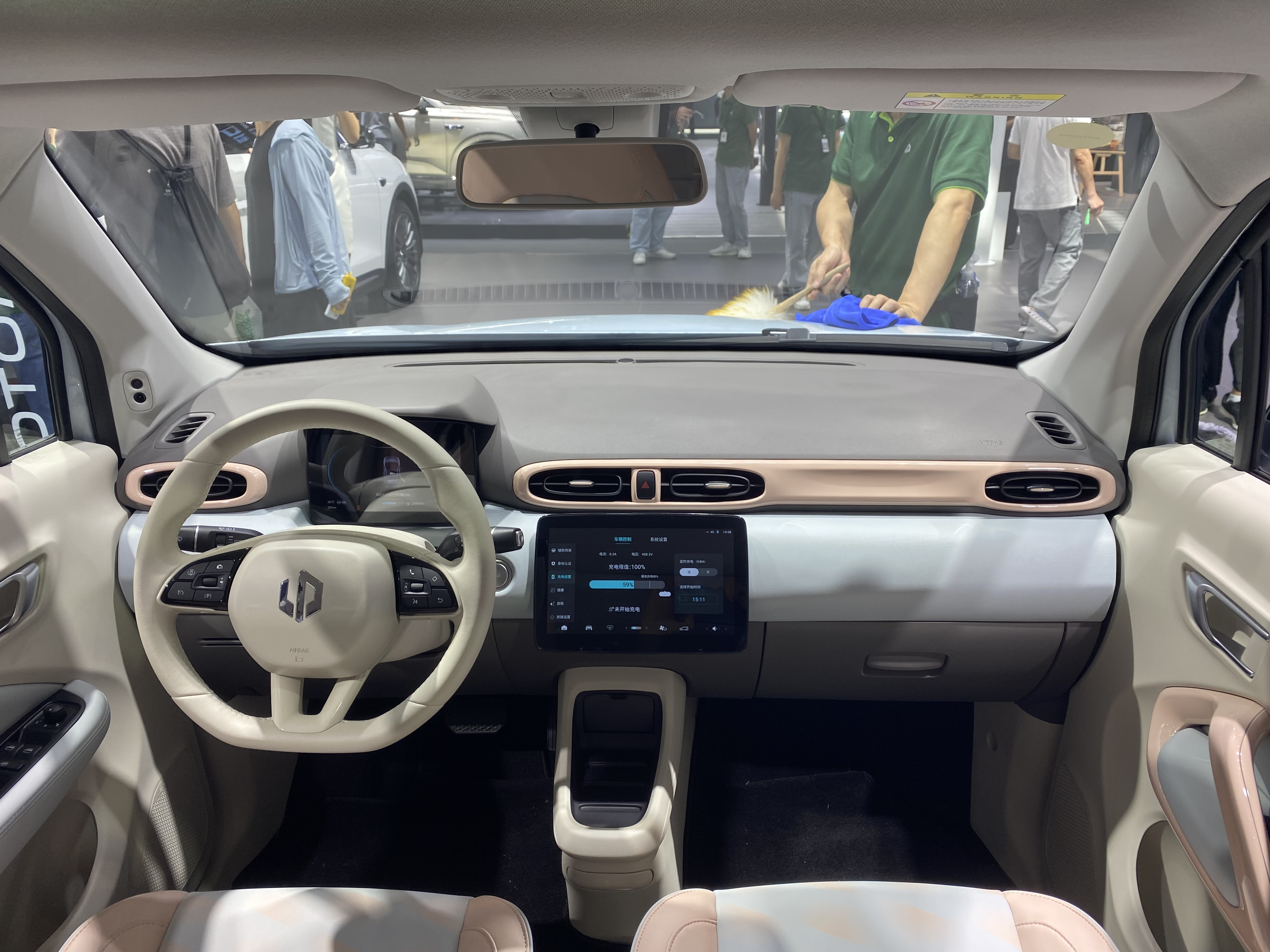
Interni

La T03 è il secondo modello lanciato dalla casa asiatica dopo la coupé S01 ed è stato reso disponibile sul mercato cinese l'11 maggio 2020. In Europa la vettura è stata presentata a settembre 2023 al salone di Monaco.
La vettura è alimentata da una batteria al litio da 36,5 kWh con una densità di 171 Wh/kg e un'autonomia massima di circa 403 km (secondo il ciclo NEDC), supportando anche la ricarica rapida fino all'80% in 36 minuti. 
La batteria alimenta un motore elettrico che sviluppa una potenza di 55 kW e una coppia massima di 155 Nm.
La T03 è dotata di un sistema di guida autonoma di livello 2 che funziona attraverso tre telecamere esterne e dodici radar (uno a onde millimetriche e 11 a ultrasuoni). All'interno è presente un quadro strumenti TFT da 8,0 pollici e un touchscreen da 10,1 pollici.
Il design esterno della vettura ha suscitato alcune critiche per via della somiglianza con la Fiat 500 e la Renault Twingo III.